# Светлий Дол
Светлий Дол (словен. Svetli Dol) — поселення в общині Шторе, Савинський регіон, Словенія. Висота над рівнем моря: 560,5 м.